# 桑世傑
桑 世傑（そう せいけつ、生年不詳 - 1358年）は、元末の軍人。本貫は無為州無為県。

## 生涯
1355年（至正15年）、兪通海・趙普勝らとともに巣湖から朱元璋に帰順した。趙普勝には二心があり、世傑がそれを暴いたので、趙普勝は離反して去った。世傑は朱元璋に従って長江を渡り、舟師を率いて元の水軍を撃破した。これにより秦淮翼元帥に任じられた。1356年（至正16年）、鎮江を下し、金壇・丹陽を攻略して回った。1357年（至正17年）、寧国の長槍諸軍を攻め、水陽を落とし、常州を平定した。判行枢密院事とされた。江陰・宜興の地を攻略した。
ときに張士誠が長江を渡って平江を占領すると、元帥の欒瑞を派遣して石牌に駐屯させていた。1358年（至正18年）、世傑は朱元璋の命を受けて廖永安とともに石牌を攻撃し、戦死した。功績により安遠大将軍・軽車都尉の位を追贈され、永義侯に追封された。
子の桑敬は官を歴任して都督府僉事となり、徽先伯に封じられたが、藍玉の獄に連座して刑死した。